# Большой подковонос
Большой подковонос (лат. Rhinolophus ferrumequinum) — вид летучих мышей рода подковоносов. Самый крупный представитель подковоносых в Европе: длина его тела 5,2—7,1 см, размах крыльев 35—40 см, масса 13—34 г. Окрас спины и крыльев буровато-серый с рыжеватым оттенком; брюхо светлее спины, сероватое. Молодые особи однотонно серые.
Распространён от Северной Африки (Марокко, Алжир) через всю Евразию — от Франции и Испании через Малую и Переднюю Азию, Кавказ, Гималаи, Тибет, до Китая, Корейского полуострова и Японии. На территорию России заходит северный край ареала; здесь большой подковонос обнаруживается на Северном Кавказе от Краснодарского края до Дагестана.
Места обитания приурочены к предгорьям и низкогорьям, а также к равнинным участкам, где есть пригодные для них убежища: естественные и искусственные подземелья, карстовые пещеры, расщелины, промоины в речных обрывах, подходящие постройки человека. В горах этот вид встречается до 3500 м над уровнем моря. В летнее время большинство самцов и молодые самки держатся поодиночке или маленькими группами; самки с потомством образуют скопления численностью от нескольких десятков до сотен особей, часто по соседству с колониями других летучих мышей. На охоту подковоносы вылетают после наступления темноты. Полёт медленный, прямолинейный; охотятся неподалёку от убежищ, низко над землёй. Пищей служат крупные и средние ночные насекомые (совки, жесткокрылые, ручейники). При охоте используют эхолокационные сигналы на частоте 77—81 кГц, которые испускают через нос.
Зимуют в пещерах, штольнях и других изолированных убежищах со стабильной температурой от + 1 до + 10°С. Взрослые самцы и неполовозрелые особи обоих полов на зимовке формируют совместные скопления численностью до нескольких сотен особей, взрослые самки обычно держаться отдельно. Зимняя спячка может продолжаться с октября по апрель, но её продолжительность зависит от внешней температуры и географического положения убежища. Если погода достаточно тёплая для появления насекомых, подковоносы могут охотиться и зимой. Спариваются большие подковоносы осенью, на зимовках, реже — весной; сперма сохраняется в матке самок до весны, когда и наступает оплодотворение. Беременность длится около 3 месяцев; единственный детёныш рождается в июне-июле. Глаза у него открываются на 7 день; к 3—4 неделе жизни уже умеет летать. Самостоятельным становится к 2 месяцам, однако половая зрелость (у самок) наступает лишь на 3 год. Самки зачастую не спариваются до 5-летнего возраста. Самая высокая смертность наблюдается на первом году жизни, в первую очередь во время зимовок. Продолжительность жизни очень высока — более 20 лет.
Большой подковонос — в пределах своего ареала широко распространённый, местами обычный вид. Занесён в Красную книгу России как вид, редкий на территории России. Крупные выводковые колонии и места зимовок в подземных убежищах уязвимы для антропогенного воздействия, в первую очередь — беспокойства и прямого уничтожения. Существенное влияние на состояние популяции оказывает также общая деградация биоты, связанная с аграрной деятельностью человека.